# Мерлен, Антуан
Антуа́н Кристо́ф Мерле́н (фр. Antoine Christophe Merlin; 13 сентября 1762 года, Тионвиль — 14 сентября 1833 года, Париж) — французский видный политический деятель Великой революции. Также именовался как Мерле́н из Тионви́ля (Тионвилля) (фр. Merlin de Thionville), в отличие от однофамильца в конвенте, прозванного Мерлен из Дуэ.
Два его младших брата дослужились до генеральских званий при Наполеоне: Жан-Батист и Кристоф.

## Биография
Антуан Мерлен до революции был парламентским адвокатом в Меце; в законодательном собрании был сторонником крайней левой партии.
Предложил конфискацию имуществ эмигрантов и увольнение не желающих присягать священников; в событиях 10 августа 1792 г. принимал большое участие. Избранный городом Парижем в национальный конвент, он и здесь держался самой крайней левой и подал голос за казнь короля.
В качестве комиссара при армии генерала Кюстина он проявил редкую храбрость в Майнце, который в то время (1793) осаждался пруссаками.
9 термидора 1794 г. Мерлен поддерживал нападение на партию Робеспьера. Избранный в президенты конвента, он преследовал якобинцев, своих бывших сотоварищей, точно так же, как прежде — членов умеренной партии.
Состоя при генерале Пишегрю, он занял крепость Люксембург и очень снисходительно обошёлся с попавшимися в плен эмигрантами. Избранный в Совет пятисот, он держался партии умеренных; позже стоял во главе почтового управления (1798). Подав голос против пожизненного консульства, Мерлен удалился от дел и больше не принимал участия в государственной жизни.
Похоронен на парижском кладбище Пер-Лашез, участок 29.